# Йохан Евзебиус Фугер
Йохан Евзебиус Фугер (на немски: Johann Eusebius Fugger von Kirchberg-Weissenhorn; * 3 юли 1617; † 11 март 1672, Кирххайм, Швабия) от „линията Лилия“ (фон дер Лилие) на фамилята Фугер, е господар на Кирххайм в Швабия, граф на Фугер-Кирхберг-Вайсенхорн, императорски камерхер и президент на имперския камерен съд в Шпайер.

## Биография
Той е син на граф Йоханес Фугер фон Кирхберг-Вайсенхорн (1591 – 1638) и съпругата му фрайин Трушсес Елизабет фон Валдбург (1589 – 1630), дъщеря на фрайхер Кристоф фон Валдбург-Траухбург (1551 – 1612) и графиня Анна Мария фон Фюрстенберг-Хайлигенберг (1562 – 1611). Родителите му се развеждат през 1629/1630 г. Сестра му Анна Мария († 1703) е абатиса на Бриксен, а сестра му Анна Мария († 1672) е монахиня в „Капуцинския орден“ в Залбург.
Йохан Евзебиус Фугер е от 1649 до 1670 г. президент на имперския камерен съд в Шпайер. Той умира на 54 години без мъжки наследник на 11 март 1672 г. в Кирххайм в Швабия и е погребан със съпругата му във фамилната гробница в църквата в Кирххайм ин Швабен. С него свършва „старата линия Кирххайм на Фугер“.

## Фамилия
Йохан Евзебиус Фугер се жени на 8 май 1644 г. в Аугсбург за графиння Мария Доротея Евгения фон Фюрстенберг (* 29 септември 1623; † 13 юни 1672), дъщеря на граф Вратислаус II фон Фюрстенберг (1600 – 1642) и първата му съпруга графиня Йохана Елеонора фон Хелфенщайн-Гунделфинген (1606 – 1629). Те имат три деца, от които пораства само едната дъщеря:
- Мария Евсебия Франциска (* 1649; † 1679), омъжена 1679 г. за граф Франц Йоахим фон Кирхберг-Вайсенхорн († 1685), син на Леополд Фугер фон Веленбург (1620 – 1662) и първата му съпруга Мария Йохана Фугер (1622 – 1658)
- Франц Леополд (* 1650; † 1657)
- Мария Елеонора (*/† 1653)

## Галерия
- Два герба на графовете Фугер (1530)
- Дворецът Фугер в Кирххайм в Швабия, 17 век